# تیم ملی بسکتبال مردان پاناما
تیم ملی بسکتبال پاناما نماینده پاناما در مسابقات بین‌المللی است.